# Brevet

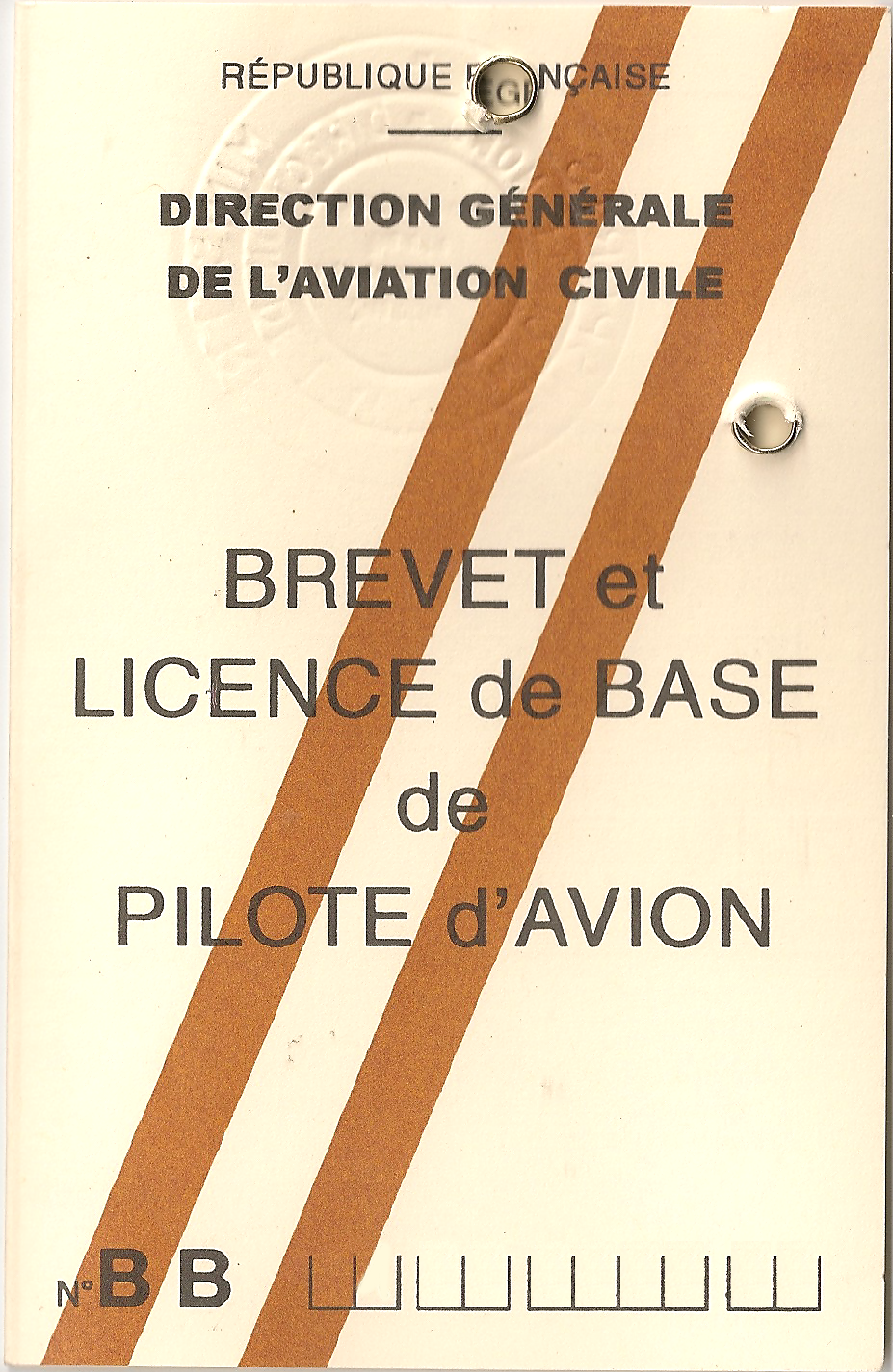
Un brevet de piloto francés actual. La expresión se arraigó en la aeronáutica hispanoamericana pues muchos de sus primeros pilotos obtuvieron sus licencias en Francias.

Brevet (a veces castellanizado brevete) es un término derivado del francés, que se puede traducir como patente, certificado o licencia, que se ha utilizado en español o castellano a partir del siglo XX, especialmente en dos campos influenciados por tradiciones francesas: la aeronáutica y el ciclismo. 

## Aeronáutica
En la aeronáutica, la expresión "brevet de piloto" fue especialmente habitual en castellano durante los inicios de esta actividad, en las priméras décadas del siglo XX, para referirse a una licencia habilitante para conducir aeronaves, por ser éstas expedidas originalmente en Francia, como las que obtuvieron entre 1911 y 1912 los chilenos Manuel Ávalos Prado y José Luis Sánchez Besa. Estos documentos franceses fueron muchas veces los primeros a los que tuvieron acceso los pilotos hispanoamericanos, pero también los recibieron de instituciones de otros países, entre ellos los hispanohablantes, que empezaron a expedir sus propias licencias, que muchas veces se llamaron de la misma manera, como el brevet otorgado en Buenos Aires a Jorge Newbery en 1910. Si bien los primeros 16 brevets de piloto civil de aeroplano se otorgaron durante el año 1909, sin examen, se considera que esta licencia se introdujo en forma a partir del 1 de enero de 1910, cuando Louis Blériot fue el primer habilitado. Este nuevo brevet era emitido por el Aéro-Club de France (fundado en 1898), que anteriormente otorgaba brevet de piloto de globo aerostático ("globo libre") desde 1901. Luego, a partir de 18 de marzo de 1911, el Ejército de Tierra de Francia otorgó sus primeros certificados especiales de piloto, el brevet de piloto militar, que también recibieron latinoamericanos como . La expresión "brevet de piloto" se sigue utilizando hasta la actualidad en algunos países de Latinoamérica, como por ejemplo Argentina, donde se emiten certificados habilitantes para el vuelo con este nombre.

## Ciclismo
Los brevets son etapas de ciclismo de ruta de gran fondo (mínimo 200 km), no competitivos, que se realizan en carreteras abiertas al tráfico, y que se han de completar en un tiempo máximo prefijado.
Las distancias a cubrir en los brevets son: 200, 300, 400, 600 y 1000 km, así como los 1200 km de las superbrevets. El objetivo que persiguen estos brevets es adquirir un gran fondo para poder participar en cualquiera de las randonnées que existen, siendo la clásica París-Brest-París (1200 km), la reina de todas ellas.
El año de la celebración de la PBP (París-Brest-París), MGM (Madrid-Gijón-Madrid), o cualquier otra, la organización exige haber completado en ese mismo año los brevets de 200, 300, 400 y 600 km para poder participar.
Los brevets están definidos expresamente como “excursión personal” (no son carreras ni tampoco marchas), en las que predominará una total autosuficiencia del participante, quedando prohibido recibir asistencia fuera de los puntos de control establecidos. Las normas de tráfico deben respetarse estrictamente y son de uso obligatorio el casco, luces delantera y trasera y prendas reflectantes.
Los tiempos máximos para realizar los brevets son:
- Para el de 200 kilómetros: 13h30min
- Para el de 300 kilómetros: 20h00min
- Para el de 400 kilómetros: 27h00min
- Para el de 600 kilómetros: 40h00min
- Para el de 1000 kilómetros: 75h00min
- Para el de 1200 kilómetros: 90h00min